# District de Pateniemi
Le district de Pateniemi (en finnois : Pateniemen suuralue) est un district  de la ville d'Oulu en Finlande. 

## Description
Le district a 11 739 habitants (31.12.2018)
.